# Dmitri Jakowlewitsch Pokrass
Dmitri Jakowlewitsch Pokrass (russisch Дми́трий Я́ковлевич Покра́сс; * 26. Oktoberjul. / 7. November 1899greg. in Kiew; † 20. Dezember 1978 in Moskau) war ein sowjetischer Musiker und Komponist von Militärmärschen, Massenliedern, Filmmusiken sowie leichter Estrada-Schlager.
Er begann sein musikalisches Schaffen als Soldat in der Ersten Reiterarmee. Damals entstand unter anderem der „Budjonny-Marsch“ (1920, Text von A. D’Aktil), eines der ersten sowjetischen Lieder, das im ganzen Land bekannt wurde. Er arbeitete als Komponist, Dirigent und Pianist. Gemeinsam mit seinem Bruder Daniil Jakowlewitsch Pokrass (Даниил Яковлевич Покрасс; * 30. November 1905 in Kiew, † 16. März 1954 in Moskau) schrieb er die Musik zu einer Reihe von Spielfilmen. Für seine Filmmusik zu Wir aus Kronstadt (Мы из Кронштадта, 1936) und Wenn es morgen Krieg gibt (Если завтра война, 1938) erhielt er 1941 den Staatspreis der UdSSR. Einige dieser Filme wurden auch deutsch synchronisiert und v. a. in der DDR bekannt, darunter Junges Leben (Трактористы; 1939; Regie: Iwan Pyrjew) und Mädchen mit Charakter (1939; Regie: Konstantin Judin). 1936–1972 leitete Dmitri Ja. Pokrass das Tanzorchester des Eisenbahner-Kulturhauses. Er wurde 1940 Mitglied der KPdSU und 1963 zum Volkskünstler der RSFSR, 1975 zum Volkskünstler der UdSSR ernannt. 1973 wurde ihm die A.-W.-Alexandrow-Goldmedaille verliehen.
Viele volkstümliche Lieder stammen von den Gebrüdern Pokrass, darunter „Москва майская“ (aus dem Film Двадцатый май, 1937), „Прощание“ (eigentlich „Прощальная комсомольская“, 1938), „Марш танкистов“ und „Три танкиста“ (aus dem Film Junges Leben / Трактористы, 1938).

## Werke und Literatur
- Д. М. Покрасс: Песни боевых лет. In: Советская музыка 1957.11.
- А. В. Шилов: Из истории первых советских песен (Moskau 1963).
- А. Сохор: Как начиналась советская музыка. In: Музыкальная жизнь 1967.2.